# Eliahu Winograd

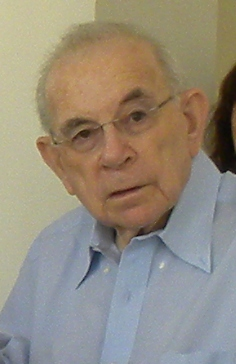
Eliahu Winograd (2013)

Eliahu Winograd (hebräisch אליהו וינוגרד; * Dezember 1926 in Tel Aviv, Palästina; † 13. Januar 2018) war ein israelischer Jurist, Richter des israelischen Obersten Gerichts sowie Vizepräsident des Bezirksgerichts Tel Aviv. Er war Vorsitzender mehrerer Untersuchungskommissionen. Vom 17. September 2006 bis zum Januar 2008 leitete er die nach ihm benannte Winograd-Kommission.

## Leben
Winograd beendete die Schule in Jerusalem 1945 und leistete zwischen 1948 und 1950 seinen Militärdienst. Im Jahre 1952 beendete er sein Studium an der Hochschule für Recht und Wirtschaft Tel Aviv (wurde später zu einem Teil der Universität Tel Aviv) und erhielt von dort seinen Anwaltstitel.

### Karriere
Nach dem Studium fand er eine Anstellung als Rechtsgehilfe in einem Büro namens „Lishor Hahar & Co“ und blieb dort bis 1960. In den Jahren 1960 bis 1963 war er als Anwaltsassistent am Bezirksgericht Tel Aviv. Danach arbeitete er als freiberuflicher Rechtsanwalt, bis er im Jahre 1972 zum Richter am Amtsgericht Tel Aviv ernannt wurde. Später folgte auch die Ernennung zum Vizepräsidenten des Bezirksgerichts in Tel Aviv. Winograd erhielt seinen Doktorgrad in Rechtswissenschaften im Jahre 1983 von der Hebräischen Universität in Jerusalem. Ein Jahr lang diente er als Richter am Obersten Gericht Israels, bevor er 1996 seine Arbeit als Richter beendete. Seitdem arbeitete Winograd als Schlichter und Vermittler, beschäftigte sich mit Stadtrecht und war Vorsitzender einer Reihe öffentlicher Untersuchungsausschüsse.

### Vorsitz in Untersuchungsausschüssen
(diese Liste ist noch unvollständig)
- Öffentlicher Untersuchungsausschuss im Jahre 2000 zu den universitären Studiengebühren in Israel, zu deren Abschluss eine Senkung der Gebühren um 50 % empfohlen wurde. Seit dem Abschluss der Untersuchungen sind die Gebühren gestiegen und es kam mehrmals zu Demonstrationen der Studenten.
- Winograd-Kommission – Untersuchungen zu den militärischen und politischen Fehlern Israels bezüglich des Libanonkrieges 2006